# HD168796
HD168796 — хімічно пекулярна зоря спектрального класу A0, що має видиму зоряну величину в смузі V приблизно  7,9.
Вона  розташована на відстані близько 776,6 світлових років від Сонця.

## Пекулярний хімічний склад
Зоряна атмосфера HD168796 має підвищений вміст 
Si
.